# Kovács Károly (építész)
Kovács Károly, született: Kaufmann Károly (Pest, 1863. március 7. – Budapest, 1935. szeptember 24.) zsidó származású magyar építész és építőmester.

## Élete
Magyarországi zsidó családban született, szülei Kaufmann Henrik kereskedő és Baumgartner Júlia, öccse Kovács Frigyes (1875–1944) szintén építész. 1889. december 15-én Budapesten feleségül vette Spitzer Vilmát. Kaufmann családi nevét 1886-ban Kovácsra változtatta.
1904-ben szerezte meg építőmesteri oklevelét. Számos épület kivitelezése fűződik a nevéhez, de építészként több épületet ő maga tervezett is. Több esetben Baumhorn Lipóttal közösen, vagy őt kiegészítve dolgozott. A 20. század elején konzervatív (historizáló), a két világháború között modern stílusban tervezett épületeket.
1904-től fivérével a Doloment padlógyár vezetője.
Halálát tüdőszarkóma okozta 72 éves korában.

## Ismert épületei
- 1887: zsinagóga, Jászberény[5]
- 1900 k.: Winkler-palota, Újvidék, Kralja Aleksandra 5.[5]
- 1900 k.: Vasember-ház, Újvidék, Fő tér[5]
- 1900-as évek: zsinagóga, Makó (valószínűleg Baumhorn Lipót a tervező)[5]
- 1900-as évek: zsinagóga, Szatmárnémeti (valószínűleg Baumhorn Lipót a tervező)[5]
- 1900-as évek: református templom, Szabadka[5]
- 1930 k. lakóház, Budapest, Csörsz u. 23. (elpusztult)[5]
- 1930 k. lakóház, Budapest, Somorjai u. 3/b. (elpusztult)[5]
- 1930 k. lakóház, Budapest, Thék Endre u. 43. (elpusztult)[5]
- 1930-as évek: lakóház, Budapest, Kapás u. 41.[5]
- 1930-as évek: lakóház, Budapest, Görgey út 21.[5]
- 1930-as évek: lakóház, Budapest, Erzsébet királyné útja 10.[5]
- 1930-as évek: lakóház, Budapest, Amerikai út 29/a.[5]
- 1930-as évek: lakóház, Budapest, Izabella utca 79.[5]

### Csak kivitelező volt
- 1930-as évek: lakóház, Budapest, Ipoly utca 1/a. (tervezte: Jakobik Gyula)[5]
- 1930-as évek: lakóház, Budapest, Katona József u. 22. (tervezte: Jakobik Gyula)[5]
- 1930-as évek: lakóház, Budapest, Pannónia u. 34.. (tervezte: Bauer Emil)[5]
- 1930-as évek: lakóház, Budapest, Pozsonyi út 26-28. (tervezte: Jakobik Gyula)[5]
- 1930-as évek: lakóház, Budapest, Pozsonyi út 32. (tervezte: Hofstätter Béla)[5]
- 1930-as évek: lakóház, Budapest, Pozsonyi út 50. (tervezte: Jakobik Gyula)[5]
- 1930-as évek: lakóház, Budapest, Szent István park 5. (tervezte: Jakobik Gyula)[5]

## További irodalom
- Oszkó Ágnes Ivett: Historizmus vagy szecesszió? Baumhorn Lipót és Kovács Károly épületei a századfordulós Újvidéken In: Rozsnyai József: Ybl és Lechner vonzásában, Holnap Kiadó, Budapest, 2018, ISBN 9789633491713, 176-195. o.